# سیارک ۴۴۲۰
سیارک ۴۴۲۰ (به انگلیسی: 4420 Alandreev، نامگذاری:1936PB) چهار هزار و چهارصد و بیستمین سیارک کشف شده‌است که در ۱۵ اوت ۱۹۳۶ و در رصدخانه سایمیز کشف شد.
قدر مطلق سیارک برابر ۱۲٫۲۰ است.